# الحزين (بني حشيش)

تعديل مصدري - تعديل

الحزين هي إحدى قرى عزلة الأبناء بمديرية بني حشيش التابعة لمحافظة صنعاء، بلغ تعداد سكانها 221 نسمة حسب تعداد اليمن لعام 2004.